# Danmarks ambassade i Stockholm
Danmarks ambassade i Stockholm er den officielle repræsentation af Danmark i Sverige. Ambassaden blev oprettet i 1722, og er dermed en af de ældste danske ambassader i verden. Ambassaden ligger i den svenske hovedstad Stockholm og ledes af en ambassadør, der er udnævnt af den danske regering.
Ambassadens hovedopgaver er at fremme samarbejdet mellem Danmark og Sverige i politiske, økonomiske og kulturelle spørgsmål samt at yde bistand og beskyttelse til danske borgere i Sverige. Ambassaden arbejder tæt sammen med svenske myndigheder og repræsentanter for det svenske samfund for at fremme samarbejde og forståelse mellem de to lande.
Ambassaden er også ansvarlig for at fremme dansk kultur i Sverige. Ambassaden støtter kulturelle begivenheder og udvekslinger mellem Danmark og Sverige og bidrager til at fremme turismen til Danmark.
Danmarks ambassade i Stockholm har en række afdelinger, herunder en politisk afdeling, en økonomisk afdeling, en konsulær afdeling og en presse- og kulturafdeling. Derudover har ambassaden en række underafdelinger, herunder en handelsafdeling og en innovationsafdeling.

## Brandbombe i 2005
En af ambassadens biler blev brandbombet i løbet af den 14. januar 2005. Det lokale såkaldte "Global intifada"-netværk påtog sig skylden.

## Maling angreb i 2009
I 2009 blev ambassaden angrebet med maling som en reaktion på politiets aktion i Brorsons Kirke. Demonstranter kastede maling på ambassaden, hvilket førte til øget politibevogtning ved indgangen.

## Tidligere ambassadører
| Navn                        | Periode   |
| --------------------------- | --------- |
| Ole Lønsmann Poulsen        | 2004-2006 |
| Tom Risdahl Jensen          | 2006-2010 |
| Kirsten Malling Biering     | 2011-2015 |
| Ove Ullerup                 | 2015-2019 |
| Vibeke Rovsing Lauritzen    | 2019-2022 |
| Kristina Miskowiak Beckvard | 2022-nu   |